# Z wtorku na środę
Z wtorku na środę – pierwsze muzyczne DVD zespołu Perfect wydane w lipcu 2007 roku przez wytwórnię Metal Mind Productions. DVD zawiera koncert, zarejestrowany 11 kwietnia 2007 roku w warszawskim klubie „Stodoła”. Na płycie można znaleźć także dodatki, w postaci wywiadu z zespołem, filmu dokumentalnego Człowiek Perfectu, video clipy piosenek: „Niepokonani”, „Idźcie do domu”, „Zamykam oczy widzę przestrzeń” oraz „Vampiria de luxe”. W dodatkach znajduje się także biografia zespołu, dyskografia, oraz tapety na pulpit.
Nagrania uzyskały certyfikat złotej płyty DVD.
Płyta została wydana także w wersji limitowanej tzw. kolekcjonerskiej, z dodatkową płytą CD z koncertu.

## Skład podczas zarejestrowanego koncertu
- Grzegorz Markowski – śpiew
- Jacek Krzaklewski – gitara
- Dariusz Kozakiewicz – gitara
- Piotr Urbanek – gitara basowa
- Piotr Szkudelski – perkusja
- gościnnie Ryszard Sygitowicz – gitara akustyczna oraz fortepian

## Lista utworów na DVD oraz CD
1. „Bla, bla, bla”
2. „Lokomotywa z ogłoszenia”
3. „Idź precz”
4. „Autobiografia”
5. „Opanuj się”
6. „Biała mysz”
7. „Kołysanka dla nieznajomej”
8. „Niewiele ci mogę dać”
9. „Honorata w Soho”
10. „Nie płacz Ewka”
11. „Wyspa, drzewo, zamek”
12. „Taki jestem”
13. „Nie patrz jak ja tańczę”
14. „Ale wkoło jest wesoło”
15. „Chcemy być sobą”
16. „Niepokonani”
17. „Jeszcze nie umarłem"